# Claudia Piñeiro

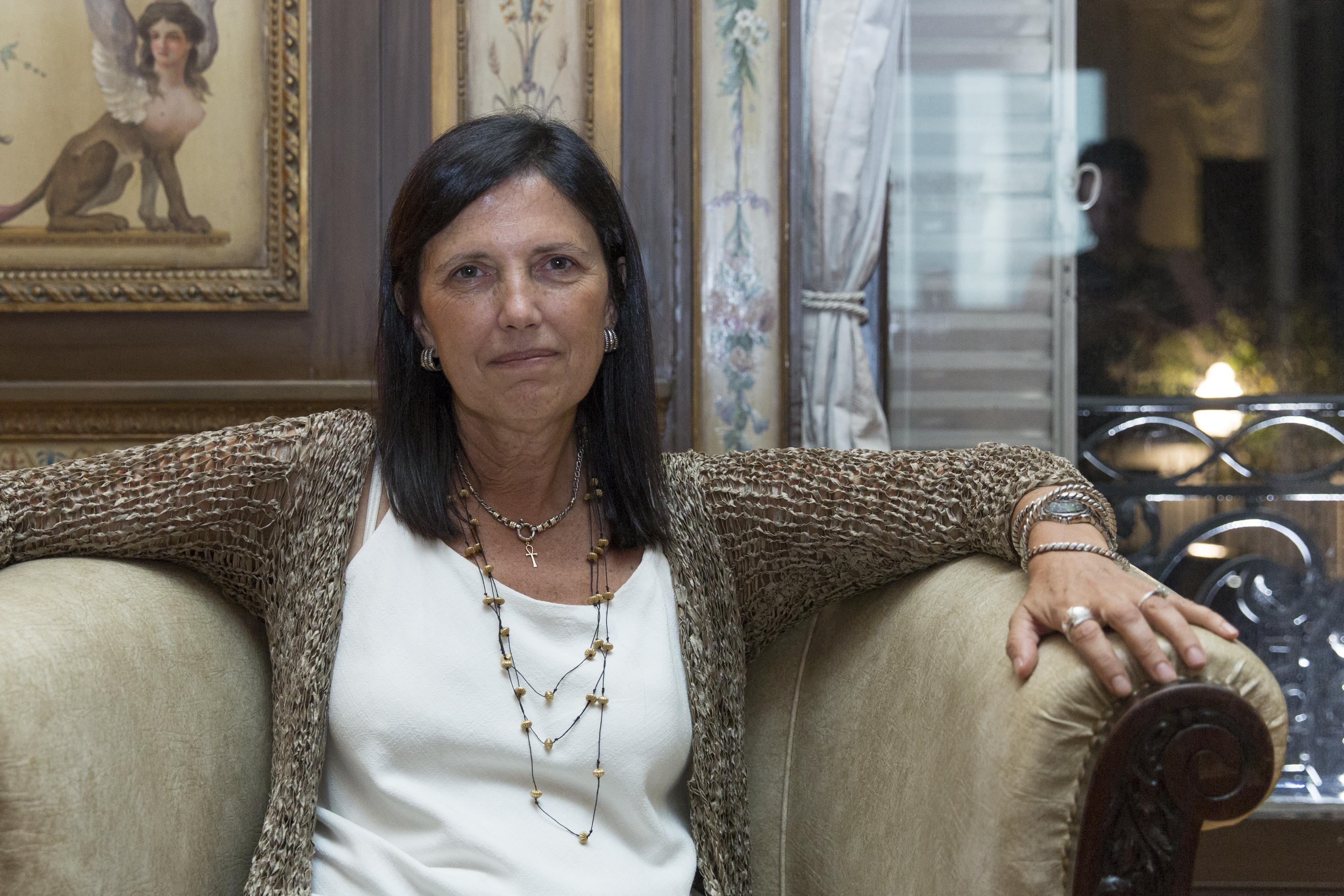
Claudia Piñeiro en 2018

Claudia Piñeiro (Burzaco, província de Buenos Aires, 10 d'abril de 1960) és una escriptora, guionista de televisió, dramaturga i comptadora argentina.

## Biografia
En 1978, en finalitzar els seus estudis secundaris al Col·legi San José de Burzaco, decideix inscriure's en la carrera de Sociologia de la UBA, però la última dictadura cívico-militar argentina (instaurada com a corol·lari del cop d'estat perpetrat el 24 de març de 1976) havia tancat l'ingrés a les carreres que considerava "sospitoses". És per això que rendeix l'examen d'ingrés a la Facultat de Ciències Econòmiques (de la mateixa universitat) i al Professorat de Matemàtica. Entra en Ciències Econòmiques, a la carrera de Comptadora Pública. En 1983 es rep de comptadora en la Universitat de Buenos Aires, professió que exerceix durant deu anys abans de dedicar-se a l'escriptura.
La seva primera novel·la publicada va ser una juvenil, Un ladrón entre nosotros, el 2004 —també any de la seva primera estrena teatral: Cuánto vale una heladera—, que al següent va guanyar el guardó que atorgava el Grupo Editorial Norma de Colòmbia, encara que la primera que va escriure data de 1991:: El secreto de las rubias, que no es va publicar malgrat haver quedat entre les deu finalistes del Premi La Sonrisa Vertical (amb anterioritat sí havia editat un altre llibre infantil, Serafín, el escritor y la bruja, el 2000, però difícilment pot catalogar-se com a novel·la). El 2005 va obtenir també el Premi Clarín de Novel·la per Las viudas de los jueves, distinció a la que han seguit altres.
Quatre anys després, el director Marcelo Piñeyro va realitzar una adaptació per a cinema de Las viudas de los jueves amb el mateix nom. Poc després, Alejandro Doria (1936-2009) va començar la preproducció de la pel·lícula basada en la novel·la de Piñero Tuya, però la seva inesperada mort li va impedir realitzar-la; en 2011 Piñeiro va declarar que una adaptació d'aquesta novel·la podria filmar-se a Alemanya. El film Tuya va ser rodat finalment i estrenat el 2015 amb direcció i adaptació de guió d'Edgardo González Amer i protagonitzada per Juanita Viale, Jorge Marrale i Andrea Pietra. L’adaptació és un versió gairebé literal de la novel·la.

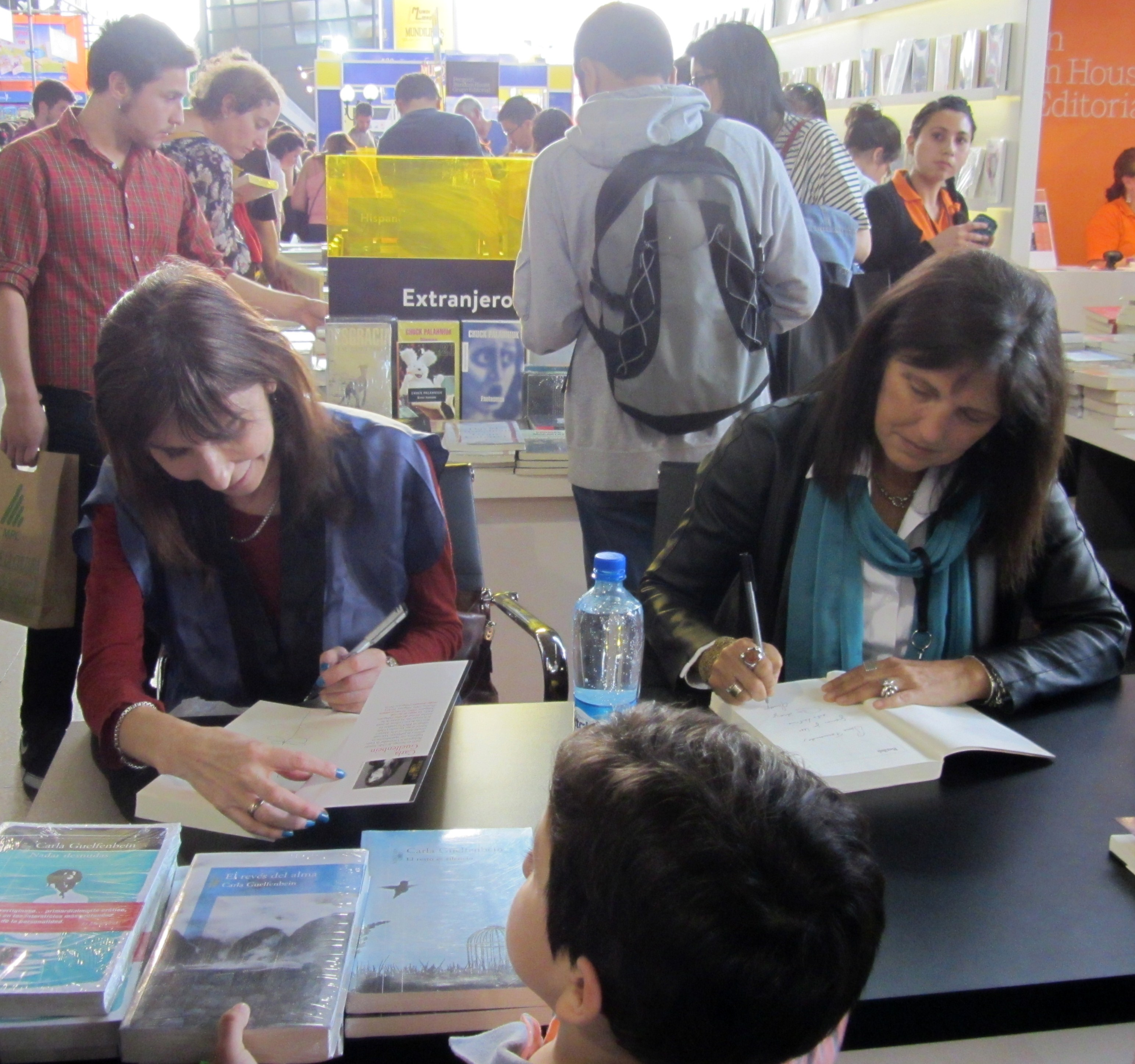
Piñeiro signatura els seus llibres al costat de l'escriptora xilena Carla Guelfenbein

En 2011, Piñeiro va publicar Betibú, que va ser portada a la pantalla gran en 2014, dirigida per Miguel Cohan i protagonitzada per Mercedes Morán, Daniel Fanego i Alberto Ammann.
La pel·lícula Las grietas de Jara, basada en la seva novel·la homònima, va ser estrenada en 2018. Aquesta coproducció de Argentina i Espanya va ser dirigida per Nicolás Gil Lavedra. El guió va ser coescrito per Gil i els personatges protagonistes són interpretats per Oscar Martínez i Joaquín Furriel.
Les obres de Piñero s'han traduït a diversos idiomes.
En una entrevista publicada en la Revista Ñ, del diari Clarí compte en 2005, com va començar la seva carrera d'escriptora:
| «                 | En 1991, estava treballant de gerent administrativa en una empresa que tenia una sucursal en San Pablo. Havia de viatjar per a fer l'auditoria dels caragols amb els quals es feien uns compressors d'aire; una cosa tremendament avorrida. Jo anava en l'avió, suposo que anava plorant, i llegeixo en un requadre molt petit al diari l'anomenat a concurs de 'La sonrisa vertical', el certamen de l'editorial Tusquets. Jo ni tan sols sabia que es tractava d'un concurs de literatura eròtica. L'única cosa que vaig pensar va ser: 'Torno i em demano vacances i escric una novel·la per a això, perquè si no, jo em faré fallida'. La novel·la es deia El secreto de las rosas i va quedar entre les deu finalistes, encara que després no es va publicar. Em vaig adonar que escriure era una cosa massa forta i, encara que sempre vaig escriure, ja no podia postergar-ho. Va aparèixer com un salvavides que em van tirar en aquest moment.. | » |
| — Claudia Piñeiro | |   |

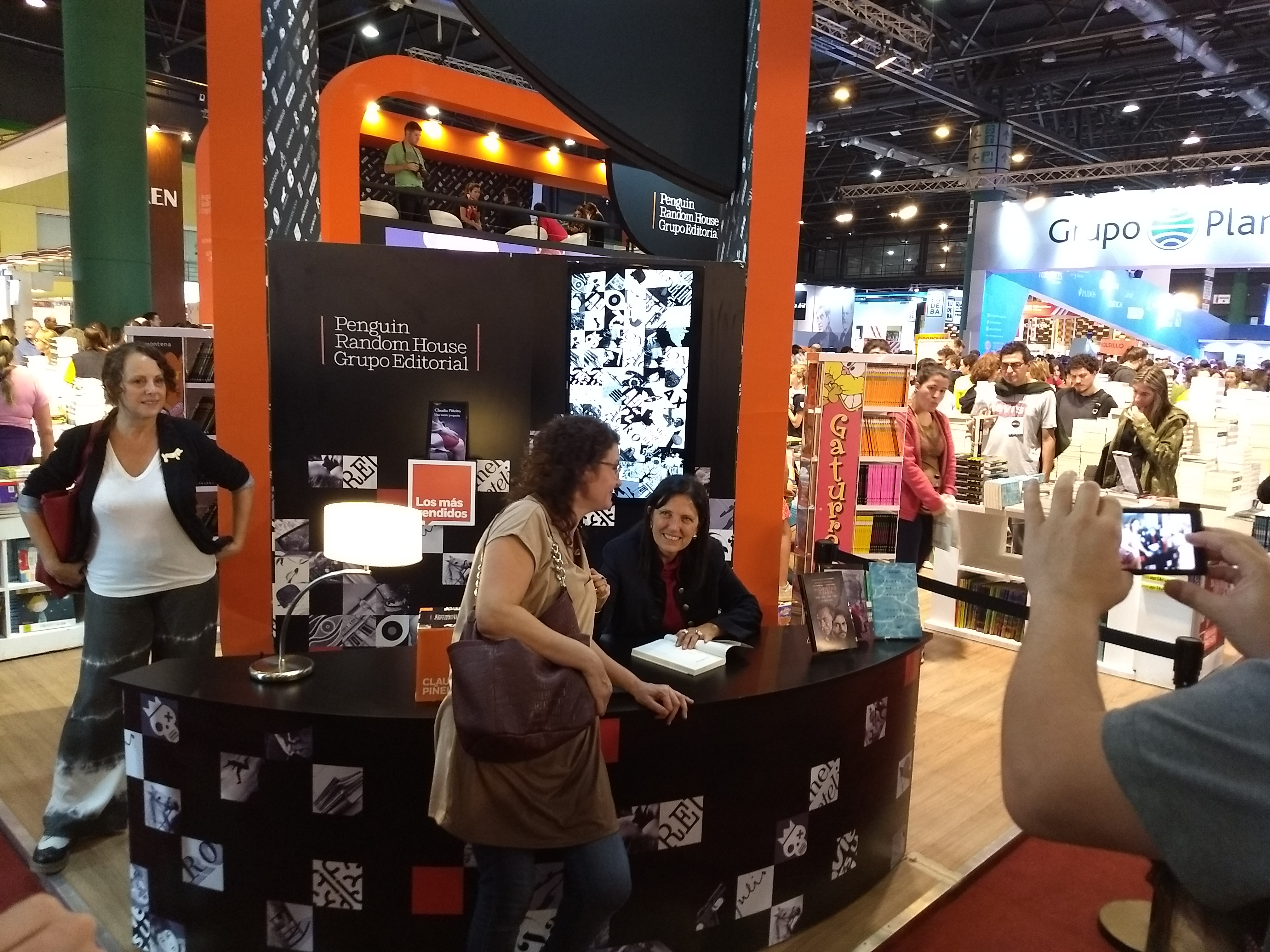
Claudia Piñeiro a la Fira del Llibre de Buenos Aires

Sobre la seva última novel·la, "Una suerte pequeña", va dir en una entrevista en juliol de 2015 a Ciudad Equis, de La Voz del Interior, que ella posaria com a comú denominador de les seves obres el suspens.
| «                 | M'agrada manejar-ho, anar portant al lector perquè m'acompanyi en aquesta història que vull contar. És una sort d'homenatge a la narració oral. Hi ha gent que compta alguna cosa més o menys interessant, i un escolta atent, esperant que arribi al final. M'agrada aquest tipus de relat, en el qual un conta una història i l'altre espera que segueixis. Pot passar en un policial, o, també, en una novel·la psicològica com aquesta. M'agrada dosar la informació, usant un llenguatge de determinada manera, perquè l'altre em vulgui acompanyar en aquesta història que estic contant. | » |
| — Claudia Piñeiro | |   |

A l'octubre de 2018 va presentar el seu llibre Quién no que reuneix un conjunt de contes que, "com a breus escenes quotidianes, aborden situacions en les quals tots podem sentir-nos reconeguts. Algunes són rareses que passen inadvertides, petites obsessions que fan el seu joc enmig de la rutina dels dies; unes altres poden portar al crim, però sempre nien en el més secret de les persones".
Escriu una columna titulada «Los jueves de Claudia Piñeiro» al Suplemento Literario Télam de l'agència de notícies del mateix nom.
Piñeiro té tres fills. Ha intervingut públicament en suport del dret a l'avortament.
El 2020 va participar de la minisèrie documental Carmel ¿quién mató a María Marta?, analitzant el Cas García Belsunce. El 13 d'agost de 2021 Netflix va estrenar la sèrie argentina El Reino, un controvertit thriller polític creat i escrit per Piñeiro al costat de Marcelo Piñeyro, i protagonitzat per Diego Peretti, Nancy Dupláa i Chino Darín.

## Obres

### Novel·les
- 2005: Tuya
- 2005: Las viudas de los jueves
- 2006: Elena sabe
- 2009: Las grietas de Jara
- 2010: El fantasma de las invasiones inglesas
- 2011: Betibú[16]
- 2013: Un comunista en calzoncillos
- 2015: Una suerte pequeña[17]
- 2017: Las maldiciones[18]
- 2020: Catedrales[19]

### Literatura infantil
- 2000: Serafín, el escritor y la bruja
- 2004: Un ladrón entre nosotros

### Contes
- 2018: Quién no
- 2019: Lady Trópico —publicat a Hombres (y algunas mujeres), Revista Zenda, 2019—

### Teatre
- 2004: Cuánto vale una heladera (publicat a l'antologia 2002-2004 del cicle Teatro X la identidad)
- 2006: Un mismo árbol verde
- 2007: Verona (publicat a l'antologia de Teatro de Humor de Zapala)
- 2008: Morite, gordo
- 2009: Tres viejas plumas
- 2021: Cuánto vale una heladera y otros textos de teatro

## Premis
- Finalista del Premi La Sonrisa Vertical 1991 de (Tusquets Editores) per "El secreto de las rubias".
- Premi Pléyade 1992 de la Asociación Argentina de Editores de Revistas, a la millor nota periodística publicada en revistes femenines.
- Seleccionada pel Concurs d'Editorial Edebé de Barcelona per l’obra infantil "Serafín, el escritor y la bruja".
- Finalista del Premio Planeta Argentina 2003 por la novela "Tuya".
- Premio Latinoamericano de Literatura Infantil y Juvenil 2005 (convocado por el Grupo Editorial Norma y la Fundación para el Fomento de la Lectura (Fundalectura) de Colòmbia) por "Un ladrón entre nosotros".
- Premi Clarín de Novel·la 2005 per "Las viudas de los jueves".
- 2a menció especial del Premi Emilia 2006[20] per "Verona", al "Concurso Nacional de Teatro de Humor" de la Biblioteca Teatral Hueney, Zapala.
- Premi ACE 2007 a la millor obra d’autor nacional per "Un mismo árbol verde".
- Premi Literaturpreis der Schwulen Buchläden (LiBeraturpreis) 2010 per "Elena sabe".
- Premi Sor Juana Inés de la Cruz 2010 per "Las grietas de Jara"[21]
- XIV Premi Pepe Carvalho de novel·la negra 2019, per ser un "referent ètic i literari per les lletres del seu país i fora d’ell".[22]
- Premi Dashiell Hammett de l'Asociación Internacional de Escritores Policíacos entregat durant la Semana Negra de Gijón en l’edició de 2021 per "Catedrales".[23]